# دان فالك
دان فالك هو صحفي كندي، ولد في 1966.